# 唐明街公園

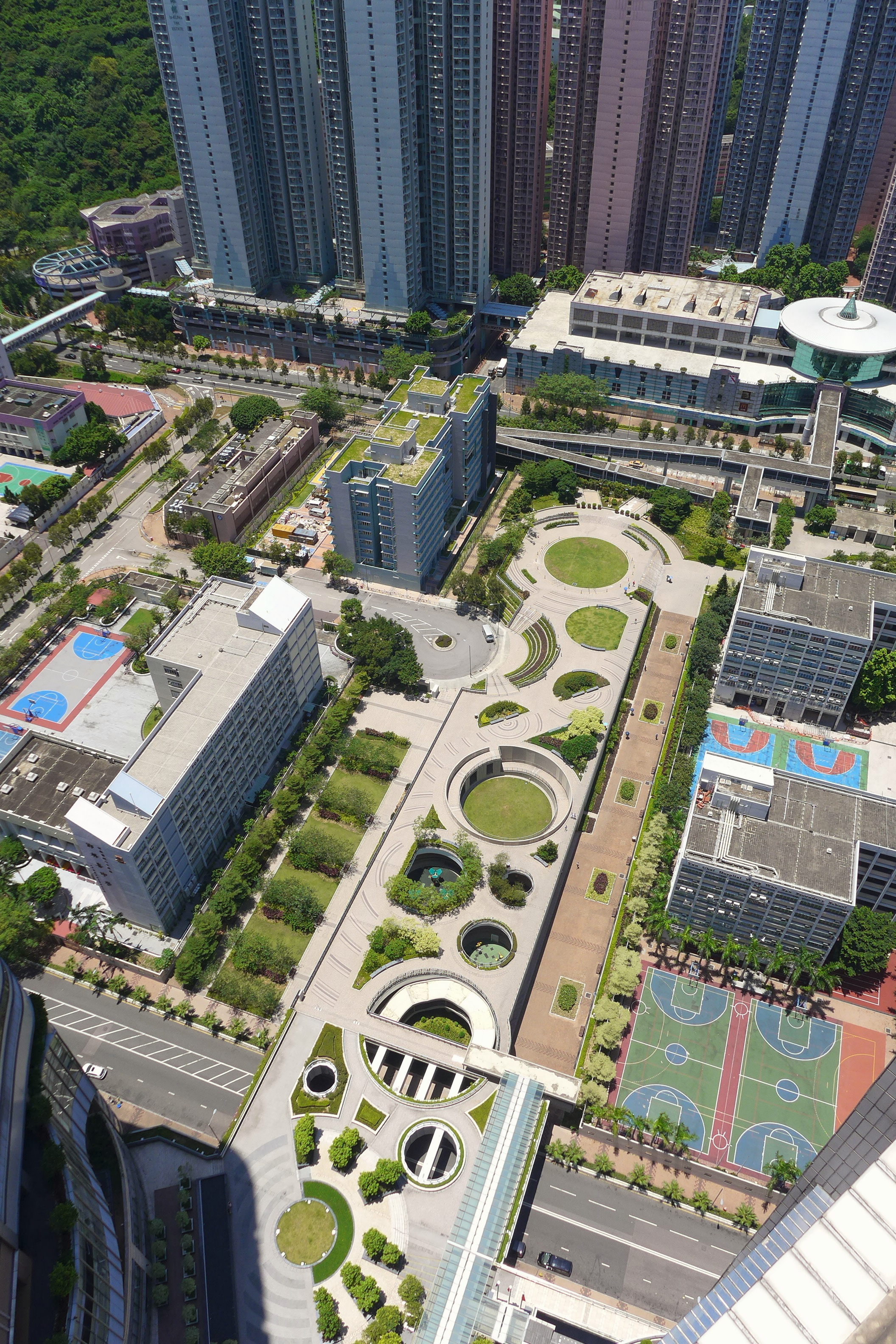
唐明街公園 (2016年)

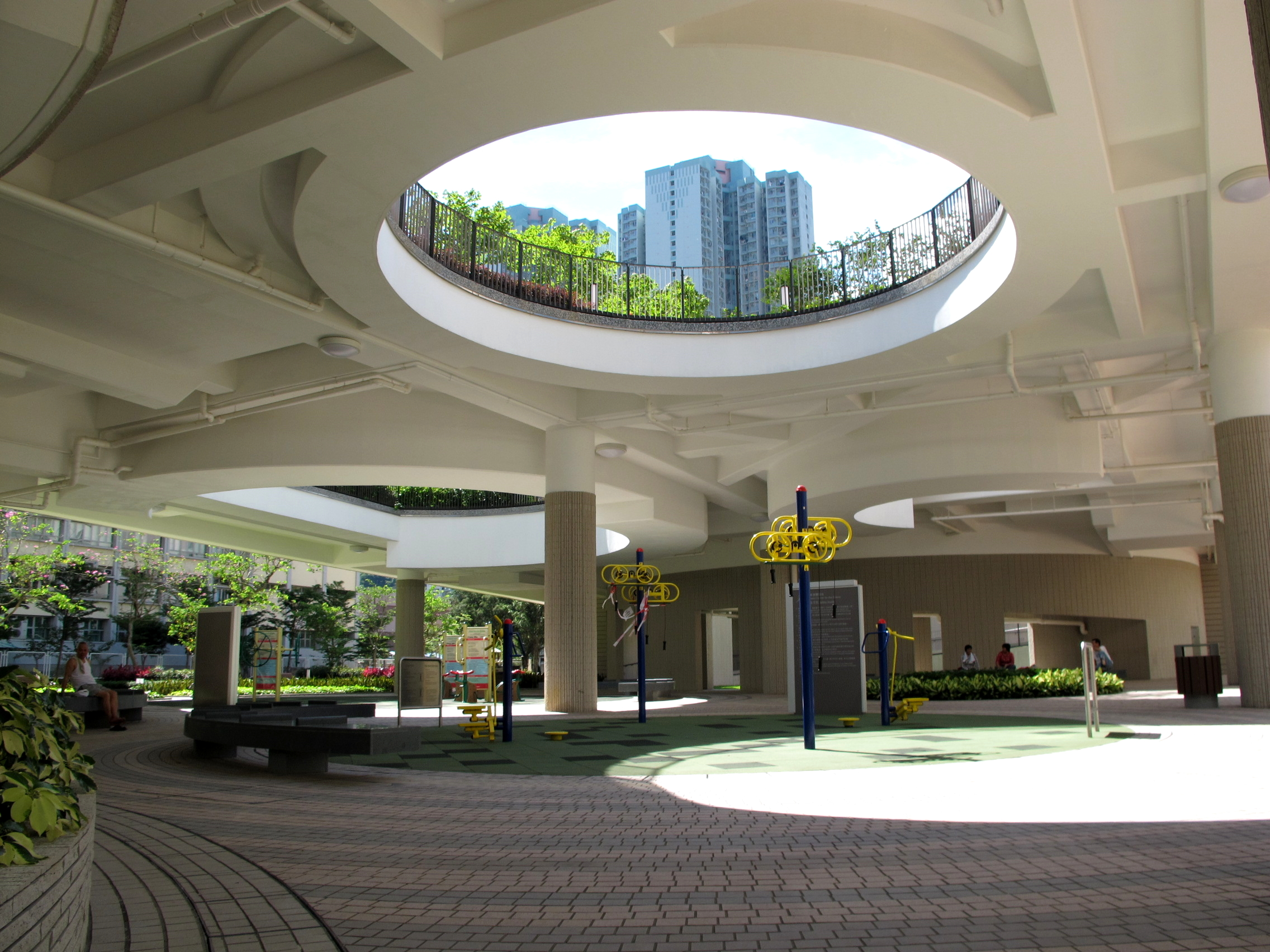
公園下層設長者健身站

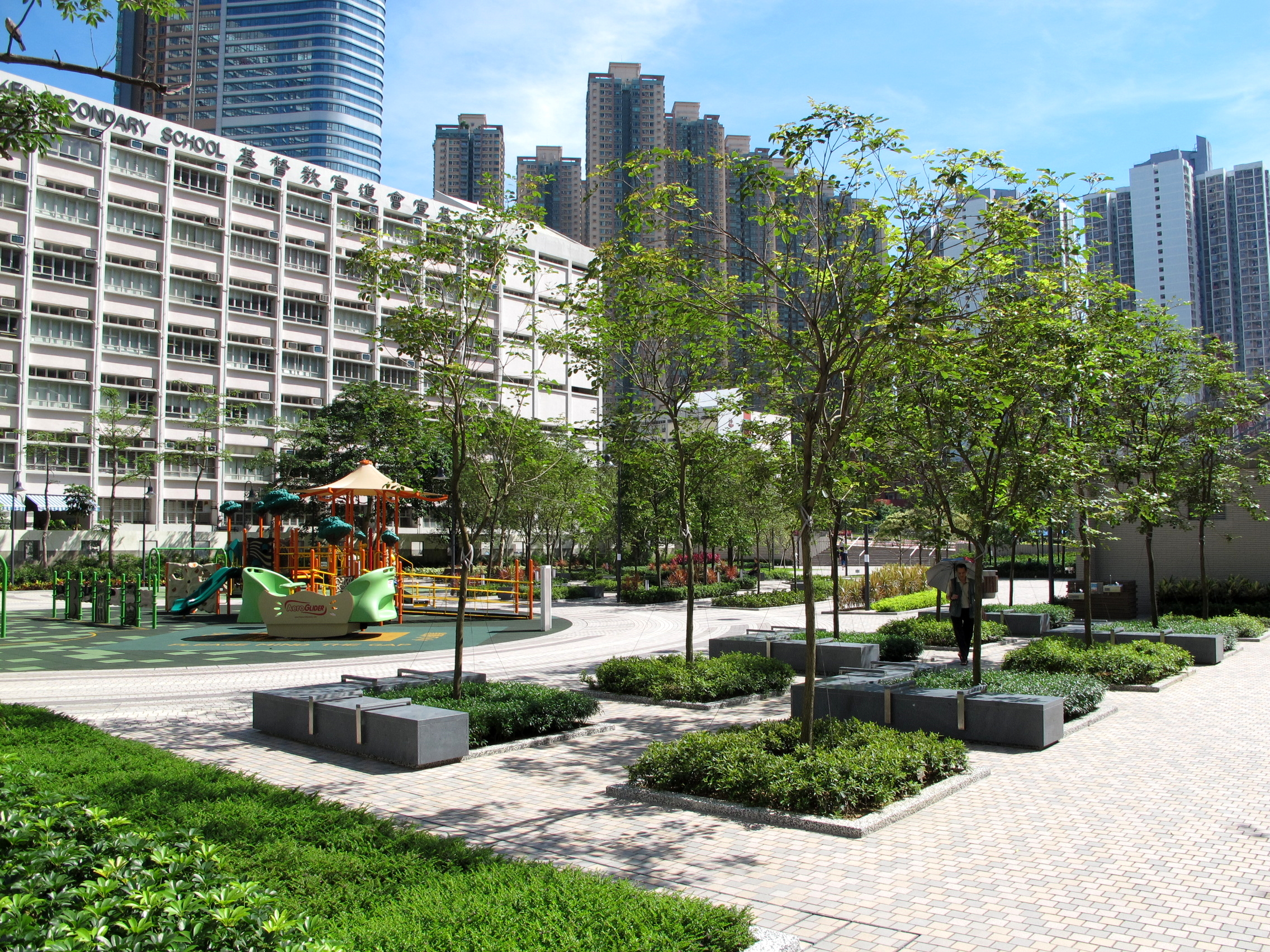
兒童遊樂場

唐明街公園（英語：Tong Ming Street Park）是香港的一個公園，位於新界將軍澳唐明街，佔地約1.4公頃，屬於天晉發展項目的一部分，由港鐵公司及新鴻基地產興建，並交由康樂及文化事務署負責管理。公園分為兩期興建，由2011年中旬開始興建，至2012年底竣工，於2013年3月22日開放予公眾。
公園第一期主要為園景花園，該處建有一條斜道，長約195米，由唐明街地面入口延伸至PopCorn商場一樓的演薈廣場，在唐賢里和唐德街亦設有入口，多個位置鋪有多用途草坪，近唐德街地下設有長者健身站。而第二期主要為兒童遊樂場及設有洗手間，並連接旁邊的唐明街休憩處。
另外，公園原定計劃於中央興建一條行人天橋連接尚德廣場（現 TKO Spot）二樓天橋及PopCorn演薈廣場，該行人天橋是由路政署負責興建。而路政署於2012年6月回覆西貢區議會，稱該行人天橋的工程動工時間表預計於公園平台工程完成後開展。但公園至今已開放超過一年，路政署於2014年2月再回覆區議會，指該署已為行人天橋的擬議工程計劃進行詳細設計，並按照一般工務工程計劃的程序推展，故未有落實動工時間表。至2016年底才開始動工。此行人天橋於2019年10月落成並啟用。

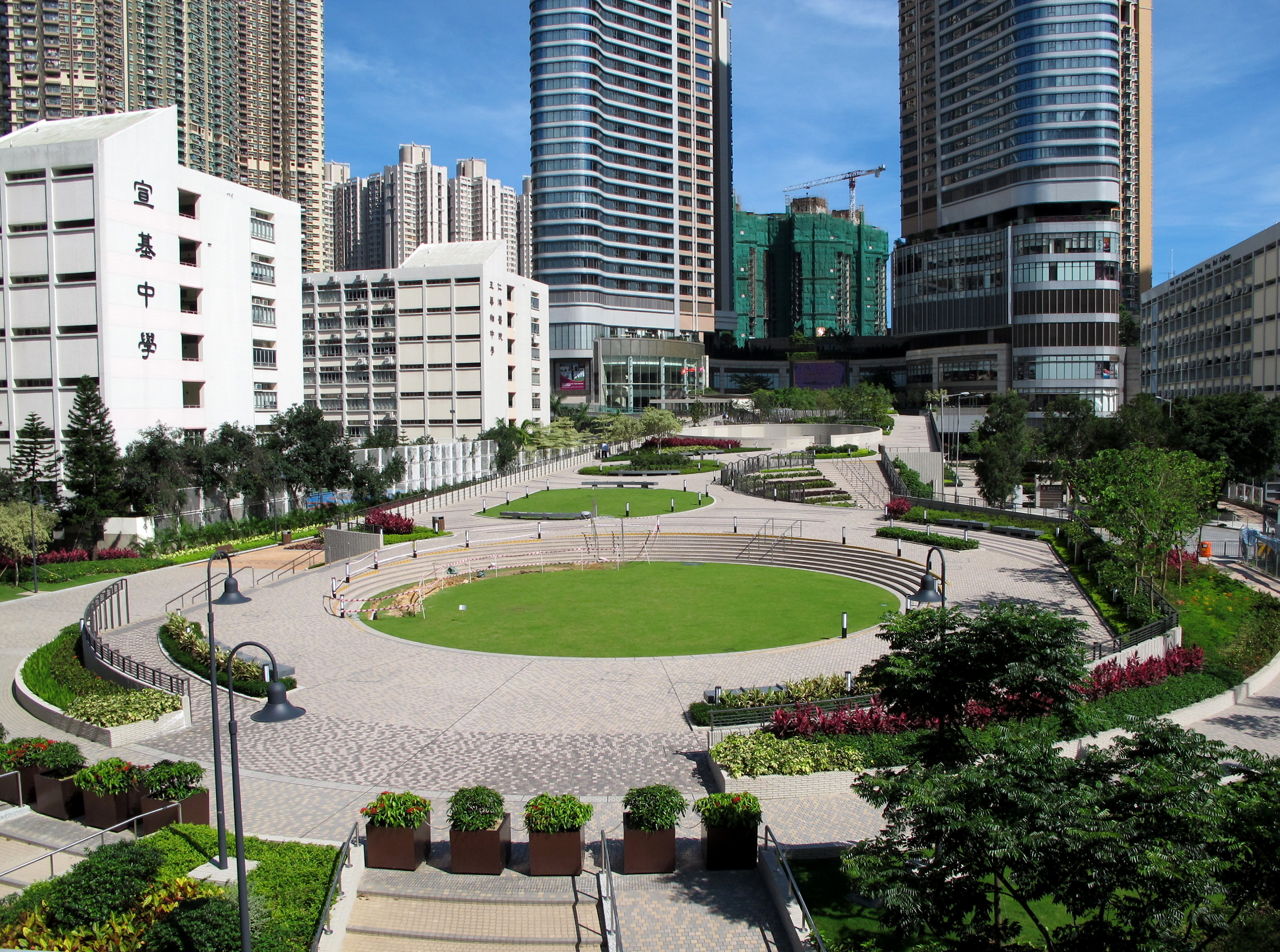
公園斜道全貌
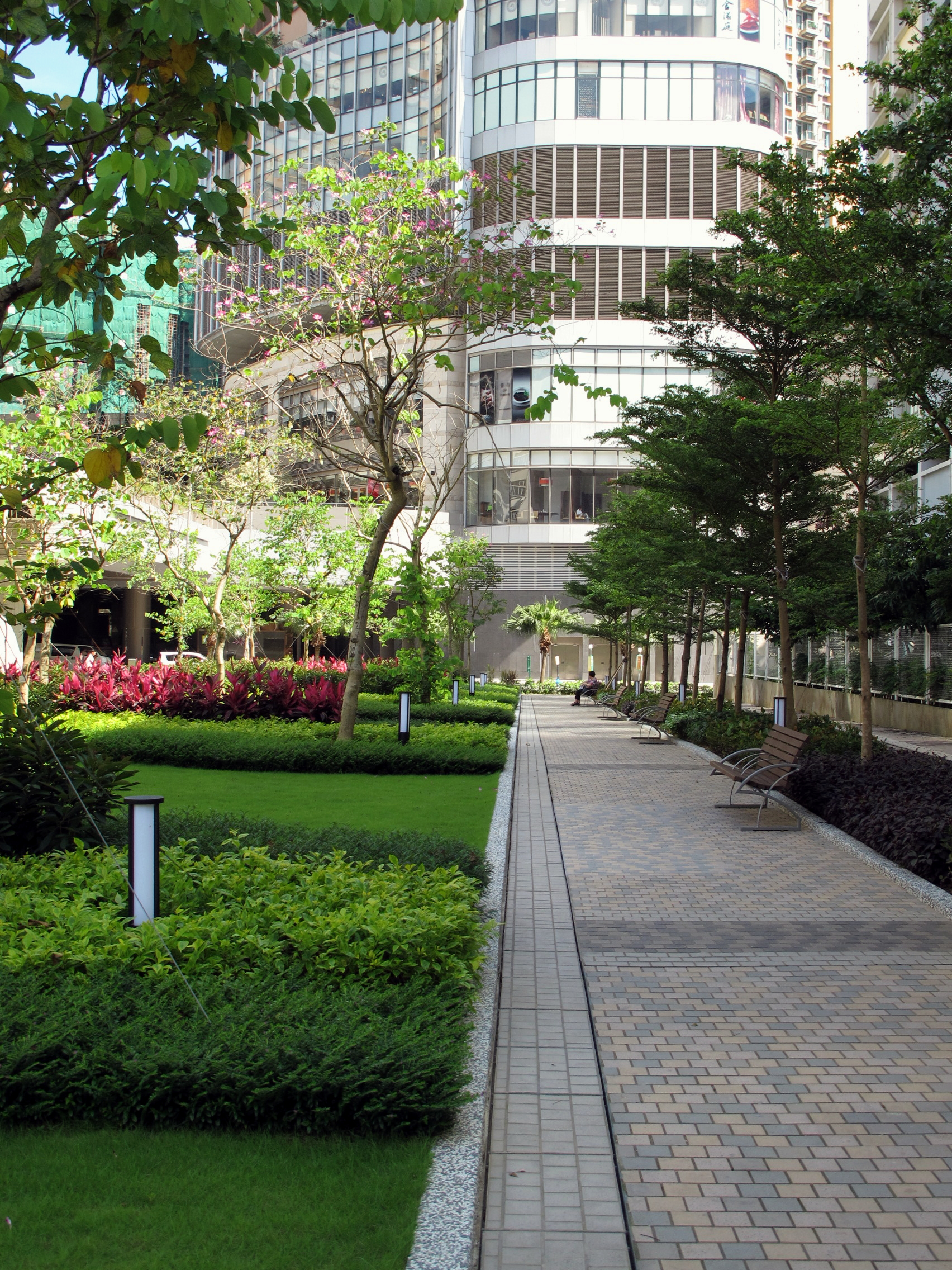
公園一角
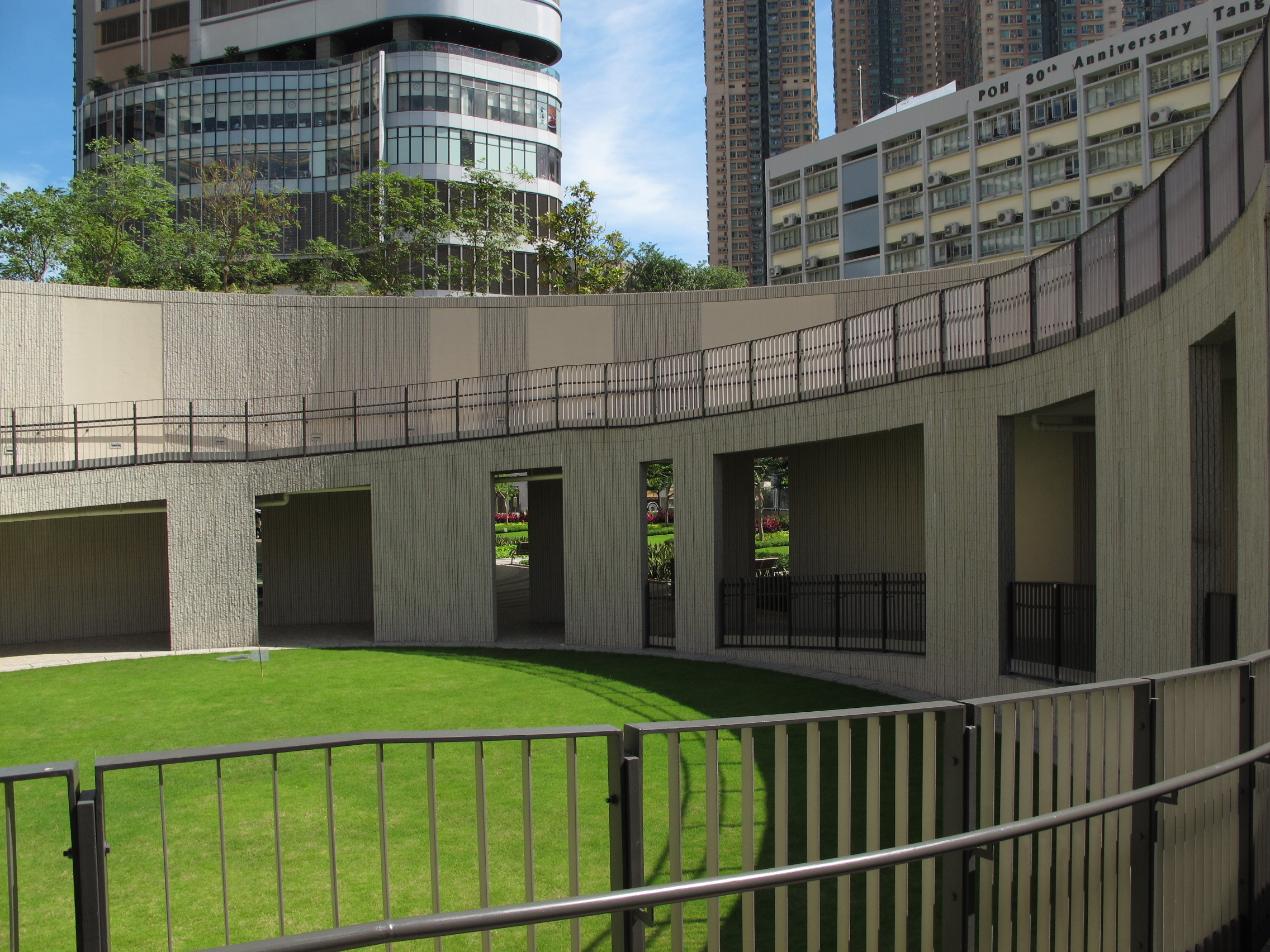
斜道中央設草坪
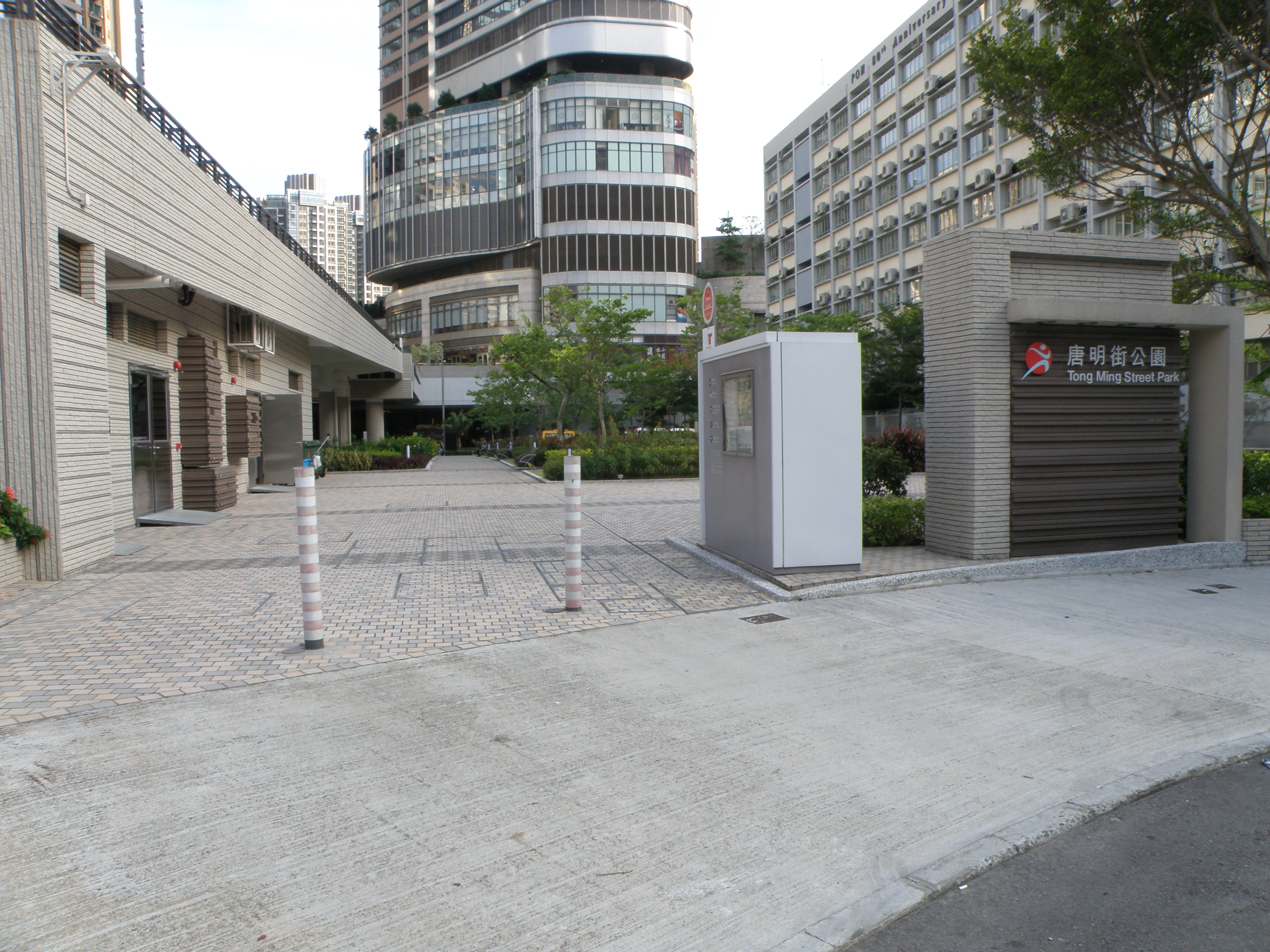
唐賢里入口

## 鄰近地方
- 尚德邨
- TKO Spot
- 天晉
- PopCorn
- 唐明街休憩處
- 將軍澳聯合學生宿舍